# Experimento de Stern y Gerlach

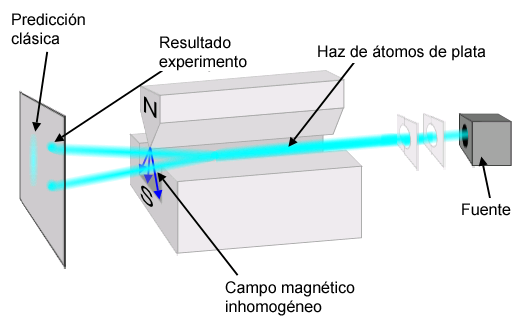
Elementos básicos del experimento de Stern y Gerlach

El experimento de Stern y Gerlach, nombrado así en honor de los físicos alemanes Otto Stern y Walther Gerlach, es un famoso experimento realizado por primera vez en 1922 sobre la deflexión de partículas y que ayudó a sentar las bases experimentales de la mecánica cuántica.
Puede utilizarse para ilustrar que los electrones y átomos tienen propiedades cuánticas intrínsecas, que las medidas afectan a las propiedades de las partículas medidas y que los estados cuánticos necesariamente se describen a través de números complejos.

## Descripción

Las partículas tienen valores cuantizados de espín.

El experimento de Stern-Gerlach consistía en enviar un haz de átomos de plata a través de un campo magnético inhomogéneo. El campo magnético crecía en intensidad en la dirección perpendicular a la que se envía el haz. El espín de los diferentes átomos fuerza a las partículas de espín positivo +1/2 a ser desviadas hacia arriba y a las partículas de espín opuesto -1/2 a ser desviadas en el sentido contrario, y por lo tanto puede medir el momento magnético de las partículas.
En el caso clásico no cuántico, una partícula cualquiera con un momento magnético entrará en el campo magnético con su momento magnético orientado al azar. El efecto del campo magnético sobre tales partículas clásicas ocasionaría que fueran desviadas también en sentidos opuestos pero dependiendo el grado de deflexión del ángulo inicial entre el momento magnético y el campo magnético al que se somete el haz. Por lo tanto algunas partículas serían desviadas fuertemente, otras de manera más débil y progresivamente se irían encontrando partículas desviadas en ambas direcciones cubriendo todo el espectro de intensidades posibles.
Sin embargo, el experimento de Stern-Gerlach pone de manifiesto que esto no es así, y se observa que todas las partículas se desvían o bien hacia arriba o bien hacia abajo, pero ambos grupos con la misma intensidad. Las partículas tienen o bien espín {\displaystyle +{\frac {\hbar }{2}}} o {\displaystyle -{\frac {\hbar }{2}}}, sin valores intermedios.
El momento magnético m del átomo puede medirse mediante esta experiencia, y es igual en módulo al magnetón de Bohr mB.

## Historia

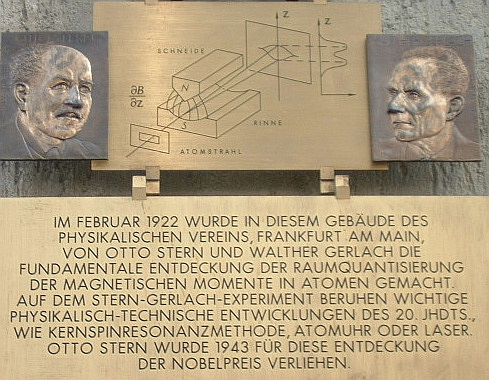
Placa conmemorativa del experimento de Stern-Gerlach situada en el instituto de física de Fráncfort del Meno.

Otto Stern y Walther Gerlach realizaron el experimento en Fráncfort del Meno, en 1922. En aquella época, Stern era ayudante de investigación de Max Born en el Instituto de Física Teórica de la Universidad de Fráncfort, y Gerlach era ayudante de investigación en el Instituto de Física Experimental de esa misma universidad.
Después de la Primera Guerra Mundial, Otto Stern se vio interesado en los experimentos sobre haces moleculares de sodio realizados en 1911 por Louis Dunoyer, quien había demostrado que los "rayos moleculares" de sodio viajaban en línea recta. Otto Stern pensaba que utilizando tales haces se podían medir propiedades esenciales de la materia y poner a prueba las incipientes ideas cuánticas de la época. Walther Gerlach por su parte había realizado su doctorado trabajando sobre la emisión de cuerpo negro y el efecto fotoeléctrico dos de los pilares básicos de la mecánica cuántica y había trabajado posteriormente en el desarrollo de la telegrafía sin hilos.
En la época del experimento el modelo más famoso de la estructura atómica era el modelo de Bohr que describía los electrones como partículas que orbitaban el núcleo atómico cargado positivamente en orbitales cada uno de los cuales tenía asociado un cierto nivel de energía. Dado que los electrones estaban cuantizados, forzados a encontrarse en determinados niveles de energía se suponía que la cuantización estaba referida a una cuantización del espacio a escala subatómica.
El experimento tardó más de un año en poder ser desarrollado con éxito desde su concepción original. En la forma final del experimento un haz de átomos de plata (producidos por efusión del vapor metálico producido en un horno calentado a 1000 °C) era colimado por dos rendijas estrechas de unos 0.03 mm y atravesaban una bobina magnética de 3.5 cm de longitud con un campo magnético de una intensidad máxima de 0.1 teslas y un gradiente máximo de unos 10 tesla/cm. La desviación de los haces atómicos conseguida era tan sólo de 0.01 mm. El instrumento original solía estropearse unas pocas horas después de iniciarse el experimento por lo que tan sólo una fina capa de átomos de plata eran depósitos en el receptor final. Cuando Stern y Gerlach observaron el receptor no se veían trazas de la plata depositada pero a medida que exploraban la placa receptora esta empezó a cubrirse de un material que mostraba el paso del haz. Tal y como cuenta Gerlach en sus memorias la plata estaba reaccionando con los vapores de sulfuro que provenían de su respiración y de los cigarrillos que fumaba habitualmente.

## Experimentos secuenciales
Si se encadenan varios experimentos de Stern y Gerlach sucesivamente, se verifica que no actúan simplemente como medidas pasivas, sino que alteran el estado de las partículas medidas, como la polarización de luz, o la proyección sobre cierto eje del momento angular de espín, de acuerdo con las predicciones de la mecánica cuántica.
En la figura se muestra, de arriba abajo:
- El haz seleccionado como z+ sólo contiene partículas con el valor propio {\displaystyle +} para el operador z
- El haz seleccionado como z+ contiene partículas con valor propio {\displaystyle +} y con valor propio {\displaystyle -} para el operador x
- Tras haber sido medido el valor propio del operador x, las partículas que previamente tenían valor {\displaystyle +} para el operador z han sido restablecidas a una mezcla para los valores {\displaystyle +} y {\displaystyle -}